# Saint-Jacques-de-Leeds
Saint-Jacques-de-Leeds es un municipio canadiense situado en la provincia de Quebec.

## Superficie
Saint-Jacques-de-Leeds tiene una superficie de 80,56 km².

## Demografía
En 2021, tenía 711 habitantes, una densidad poblacional de 8,8 hab./km², y 357 viviendas.